# Спартакас (Каунас)
Футбольний клуб «Спартакас» Каунас (лит. Futbolo klubas Kauno Spartakas) — колишній литовський та радянський футбольний клуб з Каунаса, що існував у 1941—1960-х роках.

## Досягнення
- А-ліга
  - Чемпіон (1): 1945
  - Срібний призер (1): 1946.